# Klemmkeilentferner

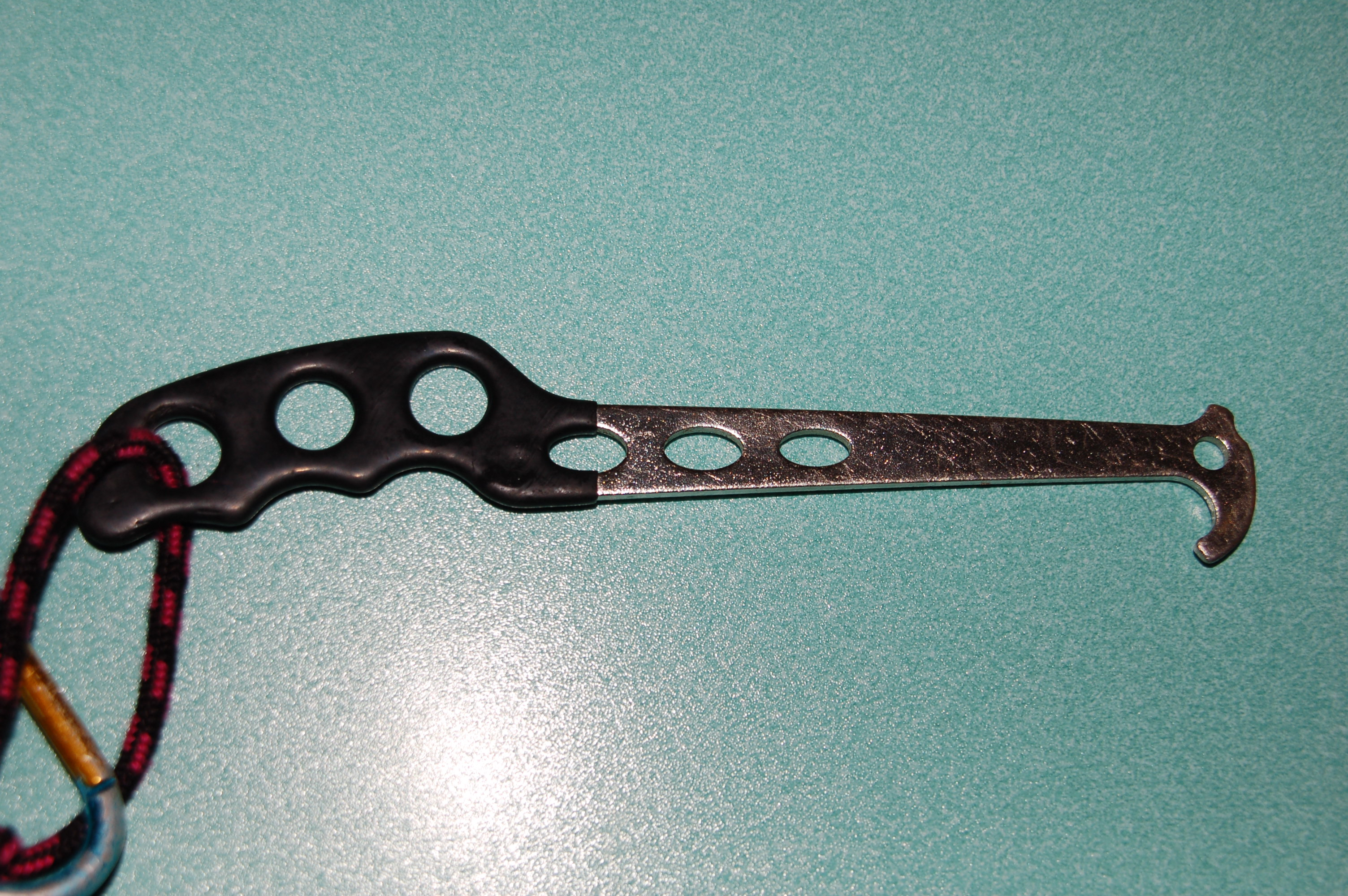
Klemmkeilentferner

Der Klemmkeilentferner (ugs. auch Klemmkeillöser, Nutcracker, Nutkey) ist ein technisches Hilfsmittel für Bergsteiger und wird beim Klettern eingesetzt. 
Klemmkeilentferner sind Blechteile in länglicher Form, die an einem Ende eine kleine Stoßfläche sowie einen Haken aufweisen. Am zweiten, gegenüberliegenden Ende befindet sich zumeist ein Griff. Zur Gewichtsersparnis weist das Blech häufig Löcher auf. Es gibt Klemmkeilentferner mit einem oder mehreren sechseckigen Löchern, mit deren Hilfe sich – einem Schraubenschlüssel gleich – Schrauben oder Muttern festziehen lassen. Zur Befestigung an einem Gurt kann ein Spiralkabel mit einem Karabiner vorgesehen sein. 
Die Hauptfunktion des Klemmkeilentferners besteht darin, festsitzende Klemmkeile zu lösen, so dass diese wieder aus dem Fels entfernt werden können. Häufig wird dazu der Klemmkeilentferner entgegen der Hauptbelastungsrichtung des Klemmkeils, also zumeist von unten oder von vorne, gegen den Klemmkeil geschoben, gedrückt oder geschlagen, so dass dieser sich lockert. Auch kann der Haken verwendet werden, den Klemmkeil zumeist von oben entgegen seiner Hauptbelastungsrichtung zu ziehen. Weiterhin ist es möglich, bei einem besonders fest sitzenden Klemmkeil dessen Drahtkabel mit der Hand nach hinten zu schieben, so dass die dadurch entstehende Drahtschlaufe an der dickeren Seite des Klemmkeils mit dem Haken des Klemmkeilentferners gefasst und daran der Keil aus der festsitzenden Position herausgezogen werden kann. 
Der Klemmkeilentferner kann auch verwendet werden, um andere festsitzende Klemmgeräte zu lösen, wie sie beim Bergsteigen gebräuchlich sind, z. B. Hexentrics, Tricams oder Knotenschlingen. Die Verwendung ist dabei dem Lösen eines festsitzenden Klemmkeils weitgehend gleich. 
Klemmkeillöser werden beim Klettern vorwiegend dann eingesetzt, wenn mobile Zwischensicherungen oder Standsicherungen wieder entfernt werden müssen. Dies ist insbesondere beim Nachstieg der Fall, aber auch beim Abseilen oder beim Ablassen der letzten vorgestiegenen Seillänge. 
Darüber hinaus werden Klemmkeilentferner häufig beim Fädeln von Schlingen in eine Sanduhr, sogenannte Sanduhrschlingen, eingesetzt. Hierbei wird in die erste Öffnung der Sanduhr die Schlinge hinein gesteckt, von der zweiten Öffnung der Sanduhr aus mit dem Haken des Klemmkeilentferners gefasst und durch die Sanduhr durchgezogen. 
Auch können solche Klemmkeilentferner, mit denen sich Schrauben oder Muttern festziehen lassen, bei der Montage von Felshaken eingesetzt werden.